# Grupa izonitrylowa
Grupa izonitrylowa (grupa izocyjanowa, grupa izocyjankowa, nie: izocyjanianowa) – grupa funkcyjna występująca w izonitrylach, o wzorze −N=C. 
Od izomerycznej grupy nitrylowej (−C≡N) różni się tym, że jest przyłączona do reszty związku chemicznego poprzez atom azotu (a nie węgla), oraz formalnym rzędem wiązania NC  (atom węgla w grupie izonitrylowej jest dwuwartościowy). 
Jest to grupa wysoce reaktywna. Większość izonitryli ma bardzo nieprzyjemny zapach i właściwości trujące.